# Ganzeville
Ganzeville är en kommun i departementet Seine-Maritime i regionen Normandie i norra Frankrike. Kommunen ligger i kantonen Fécamp som tillhör arrondissementet Le Havre. År 2022 hade Ganzeville 459 invånare.

## Befolkningsutveckling
Antalet invånare i kommunen Ganzeville
| Referens: INSEE |